# 老挝政党列表
老挝政党列表列举了老挝人民民主共和国的主要政党。由于老挝实行一党制，因此其国内只有一个合法政党——老挝人民革命党。老挝建国阵线是老挝人民革命党领导下的群众组织，目的是便于老挝的无党派公民参与政府和文化事务。

## 其他历史政党
- 保卫国家利益委员会（英语：Committee for the Defence of National Interests）（1958年成立）
- 民主党（英语：Democratic Party (Laos)）（1948年成立）
- 独立党（1950年成立）
- 老挝社会党（流亡团体）
- 老挝中立党（1961年成立）
- 老挝和平中立党（1955年成立）
- 国家进步党（1950年－1958年）